# Kathak

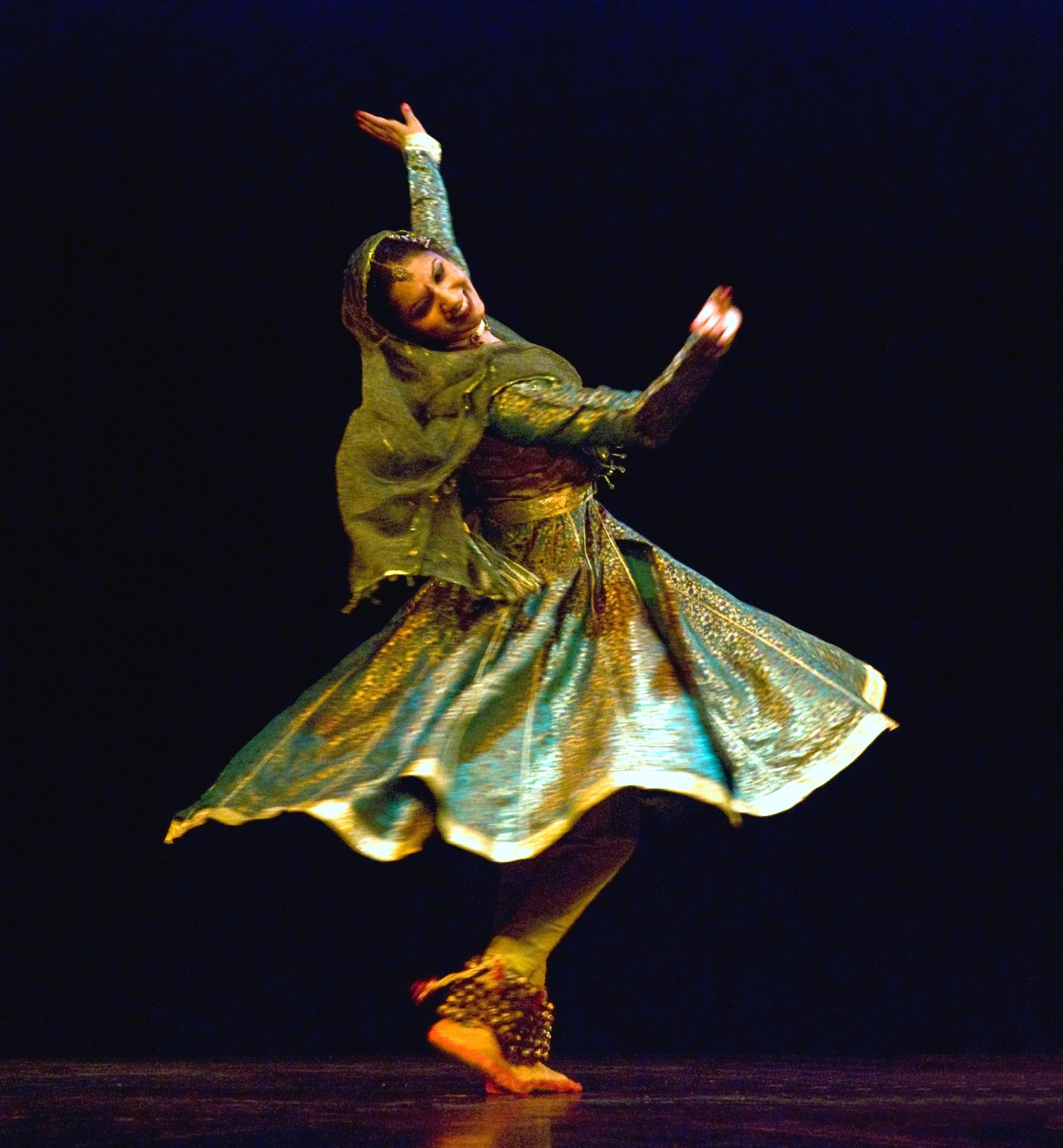
La bailarina de Kathak Richa Jain interpretando el chakkarwala tukra, una de las piezas tradicionales de esta danza.

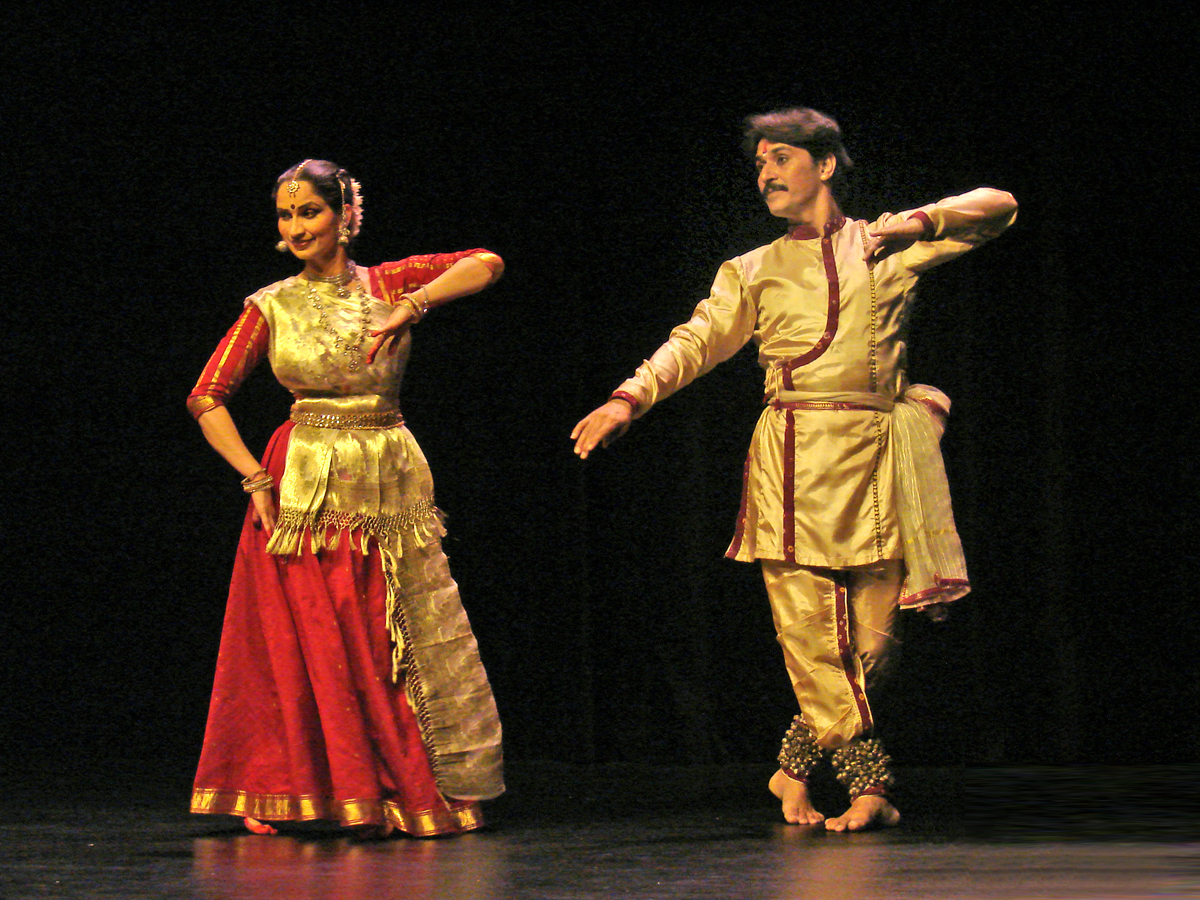
Las bailarinas de Kathak Sharmila Sharma y Rajendra Kumar Gangani en el museo Guimet de París en 2007.

Kathak (Hindi: कथक, Urdu: کتھک) es una de las formas de danzas clásicas de la India. Encuentra sus orígenes en los bardos nómadas de la India antigua del Norte conocidos como kathakas o cuentacuentos/narradores. En la actualidad esta danza contiene rasgos de danzas rituales y de templos, así como influencia del movimiento bhakti y características de la danza persa y de Asia central adquiridas durante el siglo XVI, importadas por las cortes reales de la Era Mogol.
El nombre Kathak deriva de la palabra sánscrita katha que significa historia, y katthaka :"el que cuenta una historia". El nombre apropiado sería कत्थक, Katthak, geminada, pero ha sido simplificada con el tiempo hasta la actual कथक kathak. Kathaa kahe so kathak es un dicho que muchos maestros pasan a sus alumnos, generalmente traducido como "el/ella que cuenta una historia es un Kathak" o también "aquello que cuenta una historia, eso es kathak". El término comenzó a utilizarse para el estilo que conocemos actualmente hacia principios del siglo XX.
Hay tres gharanas principales o escuelas de kathak de las que se sigue un linaje: las gharanas de Jaipur, Lucknow, y Varanasi, nacidas respectivamente en las cortes de los reyes Kachwaha Rajput, los Nawab de Oudh y Varanasi. Se suman a éstas gharanas más recientes como la Raigarh gharana que amalgama elementos de las tres gharanas mayores y se hizo famosa por composiciones distintivas.

## Historia
Comienza en tiempos remotos, en las actuaciones de los cuentacuentos profesionales llamados kathakas que recitaban o cantaban historias épicas y mitológicas con algunos elementos dancísticos. La tradición de los kathakas era hereditaria, y las danzas pasaban de generación en generación. Existen referencias de los siglos III y IV a. C. que refieren a esos kathakas. Un extracto de dos textos presentes en los archivos de la biblioteca de Kameshwar en Mithila dice así:
| «maggasirasuddhapakkhe nakkhhate varanaseeye nayareeye uttarpuratthime diseebhage gangaye mahanadeeye tate savvokathako bhingarnatenam teese stuti kayam yehi raya adinaho bhavenam passayi» Texto Prakrit, s. IV a. C. | «En el mes de margashirsha, en el shukla-paksha nakshatra, al noroeste de varanasi, en la orilla del del Ganges, la danza shringar de los kathakas en alabanza a Dios satisfizo al Dios Adinatha.» Traducción |

Un shloka en sánscrito del s. III a. C.:
| ...anahat...nrityadharmam kathakacha devalokam... Mithila, período Maurya tardío | ...sonidos...y los kathakas cuya tarea es bailar para las divinidades... Traducción |

Existen también dos versos del Mahabharata que también se refieren a los kathaks:
| Kathakscapare rajan sravanasca vanaukasahadivyakhyanani ye ca'pi pathanti madhuram dvijaha Mahabharata, verso 1.206.2-4, Adiparva | Con el rey de camino al bosque estaban los kathakas agradando a los ojos y oídos a medida que cantaban y narraban dulcemente. Traducción |

Otro verso está en el Anusasanika Parva. En la era post cristiana también hay referencia a kathak en el Harshacharita de Ban.
Para el siglo XIII ya había emergido un estilo definido, y pronto también características técnicas tales como sílabas mnemotécnicas y bol. En los siglos XV y XVI en el tiempo del Movimiento Bhakti, Rasalilas tuvo un tremendo impacto en el kathak, de forma que inclusive, hizo su camino a los Kathavachakas, quienes actuaron dentro de templos.

### Cambios en la Era Bhakti
Durante la era de ferviente devoción hacia Radha-Krishna, se usaba el kathak para contar historias acerca de la vida de estas figuras. Actuaciones populares incluían hazañas de Krishna en la tierra sagrada de Vrindavan, y cuentos de Krishna-Leela (la infancia de Krishna). Es en este período en el que esta danza se alejó de la espiritualidad del templo y comenzó a ser influenciada por elementos folclóricos.

### En el período Mogol
Es en este período que la danza de las comunidades tawaif llega a las cortes mogoles. Después del siglo XVI el kathak comenzó a adquirir su forma y rasgos distintivos.  Aquí encontró otras formas diferentes de música y danza, especialmente desde Persia. Los bailarines fueron seducidos desde los templos a las cortes por medio de regalos de oro, joyas y aprobación Reales. Este patrocinio desencadenó una serie de cambios en una clase social emergente de bailarines y cortesanos en los palacios reales, donde las competiciones dancísticas eran frecuentes. El ambiente mogol de las cortes del norte de India causó un cambio de enfoque para el kathak, desde una forma artística puramente religiosa hacia un entretenimiento de las cortes. los/las bailarines/as provenientes desde Asia central divulgaron sus ideas a los bailarines de kathak, al mismo tiempo que ellos tomaron prestadas ideas desde el kathak para implementar en su propia danza. El kathak absorbió este nuevo input, adaptándolo hasta que se transformó en una parte integral de su vocabulario propio.
El kathak comenzó a diferenciarse de otras formas tradicionales de danzas del subcontinente, tales como el bharatanatyam. La postura en demi-plié de la mayoría de las otras formas de danzas indias, dio paso a las extremidades inferiores extendidas, tomado desde los bailarines persas. Para enfatizar el trabajo de pies rítmico, extravagante y elaborado, se comenzó a utilizar hasta 150 cascabeles en cada pierna. Durante este período también ocurrió la introducción de los giros denominados "chakkars", característicos del kathak, posiblemente influenciados por los giros dervishes. La posición con piernas extendidas otorgó una nueva vitalidad al trabajo de pies, tejiendo los ritmos de percusión por derecho propio, tanto en conjunto o en complemento a la tabla o el pachawaj. En esta etapa, las variadas influencias aportaron gran flexibilidad al kathak en términos de presentación y de danza narrativa. A medida que se fue alejando del templo, pasando por danzas folclóricas hasta llegar a las cortes, congregando así muchos añadidos en los temas sobre los cuales la danza se trataba. Esto significó una ampliación del material de piezas abhinaya, y un estilo de presentación menos estilizada y ligeramente más informal que a menudo incorpora improvisaciones y sugerencias de la audiencia de la corte. La fusión de culturas se desarrolló formando al kathak de manera muy singular, pero aunque ahora resultara sustancialmente diferente de otras formas de danzas indias, las raíces del estilo permanecieron, y como tales aún despliegan una consanguinidad con las otras, particularmente en las formas adoptadas por las manos durante la narración de historias, y algunas posturas corporales, como por ejemplo la posición tribhangi, común a la mayoría de formas de danza de India.

### Influencias posteriores de la Corte
Muchos emperadores y gobernantes reales contribuyeron al crecimiento y evolución del kathak en diferentes gharanas o escuelas de danza, cuyo nombre surge de la ciudad donde fueron desarrolladas.

## Repertorio

### Danza abstracta (Nritta)
La estructura de una actuación de kathak convencional tiende a seguir una progresión en tempo de lento a rápido, terminando en un clímax dramático/expresivo. Una composición corta es denominada tukra, una larga se llama toda, existen también composiciones compuestas exclusivamente por trabajo de pies. A menudo el intérprete participa en un juego rítmico con el ciclo-tiempo, por ejemplo separándolo en tripletas y quintupletas marcadas claramente en el trabajo de pies, haciendo contrapunto al ritmo de la percusión.
Todas las composiciones son desarrolladas de tal modo que el paso final y el beat de la composición terminan en el "sam"(pronunciada como la palabra inglesa "sum" (traducido como unir, vincular), el primer beat del ciclo rítmico. La mayoría de composiciones tienen bols que sirven tanto como mnemotecnia para la composición como para su recitación. Esta recitación forma parte integral de la actuación, se denomina "padhant", y algunas de estas recitaciones resultan auditivamente muy interesantes. Los bols pueden venir de los sonidos que se usan en la tabla (dha, ge, na, ti, ka dhina) o provenir de la variedad dancística (ta thei, tat, tata, tigda, digdig, tram, theyi, entre otros).
A menudo los tukras son composiciones hechos para resaltar aspectos específicos de la danza (modos de andar, usos de las esquinas de la sala o diagonales, entre otros). Un tipo popular de tukra es el chakkarwala tukra, hecho para lucir los giros característicos que forman parte del sello del kathak, ejecutados sobre el talón, diferenciándose significativamente de las pirouettes del ballet. Los giros pueden desarrollarse generalmente al final del tukra, en números usualmente extensos (cinco, nueve quince o más), populares entre la audiencia por su fortaleza visual y gran velocidad.
Otras composiciones son:
1. Vandana, el/la bailarín/a comienza con una invocación a los dioses.
2. Thaat, la primera parte de una interpretación tradicional; el bailarín/a realiza composiciones cortas con el ciclo rítmico, terminando en el sam es una posición como si se tratara de una estatua.
3. Aamad, palabra proveniente del persa que significa "entrada", la primera introducción del ritmo hablado o bol dentro de la interpretación.
4. Salaam o salaami, saludo a la audiencia en estilo musulmán.
5. Kavitt, poema distribuido en un ciclo rítmico; el bailarín/a ejecutará movimientos que hacen eco del significado del poema.
6. Paran, composición utilizando los bols de pakhawaj en vez de los de la tabla o la danza.
7. Parnmelu o primalu, composición que utiliza bols que evocan sonidos de la naturaleza (ej. kukuthere, pájaros; tigdhadigdig, el contorneo del pavo real) y otros (ej. jhihjikita, el sonido de los ghunghurus).
8. Gat, desde la palabra gait (caminar), mostrando en caminatas tanto escenas de la vida eal como otras escenas de modo abstracto.
9. Lari, composición de pies consistente en variaciones de un tema, que finaliza en un tihai.
10. Tihai, composición de pies que consiste en un set de bols repetidos tres veces de manera que el último bol finaliza dramáticamente en el "sam".

### Danza narrativa (Nritya)
Aparte de las piezas tradicionales de expresión o abhinaya realizadas con un bhajan, ghazal o thumri, el kathak posee un estilo de interpretación o pieza expresiva llamada "bhaav bataana (lit. mostrar bhaav o "sentimiento"). Es un modo donde abhinaya domina, históricamente surge en las cortes Mogoles es más adecuado para espacios más íntimos (de manera clásica: mehfil o durbar), por la proximidad del bailarín/a con la audiencia, que puede ver los matices de la expresión facial del/la intérprete. Se canta el thumri y posteriormente se interpreta esa frase con abhinaya facial y corporal, gesticulaciones de las manos, todo esto acorde a las habilidades interpretativas del bailarín/a. Por ejemplo, Shambhu Maharaj es reconocido por interpretar una frase de muchas maneras distintas durante horas.